# Aliança das Igrejas Renovadas
A Aliança das Igrejas Renovadas é o movimento carismático luterano. Surgiu após uma separação da igreja luterana nos Estados Unidos.
No Brasil essa separação ocorreu em 2005, surgindo a Aliança de Igrejas em Avivamento, com sede em Palhoça, SC, oriunda da Igreja Evangélica de Confissão Luterana no Brasil.
Distingue-se do evangelicalismo por dar ênfase no falar em línguas como sinal do batismo no Espírito Santo, já que o Movimento Encontrão ensina que o batismo no Espírito Santo foi dado a toda a igreja, sem acepção de pessoas, independente de falar em línguas.